# Kevin Kelley (Boxer)
Kevin Philip Kelley (* 29. Juni 1967 in New York City) ist ein ehemaliger US-amerikanischer Profiboxer und ehemaliger Weltmeister der WBC im Federgewicht.

## Amateurkarriere
Kevin Kelley boxte vier Jahre als Amateur und gewann 70 von 75 Kämpfen. Er schaffte es ins Halbfinale der US-Olympiaqualifikation 1988, wo er knapp mit 2:3 gegen Carl Daniels ausschied.

## Profikarriere
Noch im Jahr 1988 wurde er Profi und blieb bis 1995 in 41 Kämpfen ungeschlagen. Sein Manager arbeitete auch mit dem niederländischen Boxer Regilio Tuur, was Kelley zu mehreren Kämpfen in den Niederlanden und in Belgien brachte. Er schlug eine Reihe bekannter Namen, wie Troy Dorsey, Jesús Poll, Antonio Hernández und Rafael Zuñiga. 
Erst am 4. Dezember 1993 erhielt er eine Weltmeisterschaftschance und gewann den WBC-Titel im Federgewicht durch einen einstimmigen Punktesieg gegen Gregorio Vargas. Der Kampf wurde von Home Box Office übertragen. Anschließend verteidigte er den Titel erfolgreich gegen Jesse Benavides sowie Jose Ramos und gewann auch zwei Nichttitelkämpfe gegen Georgie Navarro und Pete Taliaferro. Am 7. Januar 1995 verlor er den Titel nach hartem Kampf an Alejandro González, nachdem er nach der zehnten Runde aufgrund seiner durch Schlagwirkung nahezu zugeschwollenen Augen aufgab. Im Kampfverlauf waren beide Boxer am Boden.
Kelley blieb jedoch an der Weltspitze und besiegte in folgenden Kämpfen unter anderem Louie Espinoza, Derrick Gainer, Jesus Salud und Orlando Fernandez, zudem erreichte er ein Unentschieden gegen Clarence Adams. 
Am 19. Dezember 1997 boxte er im New Yorker Madison Square Garden gegen den unbesiegten Naseem Hamed um den WBO-Weltmeistertitel im Federgewicht. In dem aktionsreichen und schlagstarken Kampf wurden beide Boxer jeweils dreimal angezählt, ehe Kelley in der vierten Runde ausgeknockt wurde und damit seine zweite Niederlage als Profi erlitt.
Anschließend agierte Kelley nicht mehr in seiner angestammten Topform, blieb jedoch ein schwer zu besiegender Gegner. Bis Mai 2009 boxte er noch mit einigen längeren Unterbrechungen, wobei er unter anderem noch die Weltmeister Humberto Soto und Carlos Hernandez, sowie die WM-Herausforderer Jorge Ramirez, Hector Velázquez und Juan Carlos Ramírez besiegen konnte. Niederlagen erlitt er unter anderem gegen Erik Morales, Marco Barrera und Manuel Medina.

## Nach der Karriere
Nach seinem Rücktritt vom Boxsport wurde der Vater von vier Kindern Teilzeitangestellter und Kommentator bei Home Box Office.